# 2 listopada
2 listopada jest 306. (w latach przestępnych 307.) dniem w kalendarzu gregoriańskim. Do końca roku pozostaje 59 dni.

## Święta
- Imieniny obchodzą: Agapiusz, Ambroży, Bohdan, Bohdana, Eudoksjusz, Jerzy, Malachiasz, Małgorzata, Marcjan, Stomir, Teodot, Tobiasz, Wiktoryn, Wojsław i Wojsława
- międzynarodowe – Międzynarodowy Dzień Zakończenia Bezkarności Popełniania Zbrodni wobec Dziennikarzy[1] (rezolucja A/RES/68/163)[2]
- Wyspy Dziewicze Stanów Zjednoczonych – Dzień Niepodległości
- Polska – Zaduszki
- Wspomnienia i święta w Kościele katolickim[3][4] obchodzą:
  - Dzień Zaduszny (Wspomnienie wszystkich wiernych zmarłych)
  - św. Malachiasz z Armagh (biskup)
  - bł. Małgorzata Lotaryńska (tercjarka)
  - bł. Rajner z Sansepolcro[5] (zm. 1304; franciszkanin, jeden z najbliższych współpracowników św. Franciszka z Asyżu)
  - św. Teodot (biskup Laodycei)
  - św. Wiktoryn z Patawii (męczennik)
  - św. Tobiasz (męczennik)

## Wydarzenia w Polsce
- 1626 – Wojna trzydziestoletnia: wojska szwedzkie zajęły port w Ustce.
- 1655 – Potop szwedzki: w nocy z 1 na 2 listopada wojska szwedzkie spaliły Pilicę.
- 1659 – Założono Katolickie gimnazjum św. Macieja we Wrocławiu.
- 1660 – IV wojna polsko-rosyjska: zwycięstwem wojsk polskich zakończyła się bitwa pod Cudnowem (14 października-2 listopada).
- 1704:
  - III wojna północna: wojska saskie wraz z polskim pospolitym ruszeniem zakończyły nieudane oblężenie zajmowanego przez Szwedów Poznania (14 października-2 listopada).
  - Zamknięto mennicę opolską.
- 1754 – Arcyksiężna Austrii Maria Teresa Habsburg przekształciła dotychczasowe bielskie wolne państwo stanowe w księstwo bielskie, nadając właścicielom tytuł księcia.
- 1769 – W wyniku runięcia wieży katedry wileńskiej zginęło 6 duchownych.
- 1830 – Opuszczający na zawsze Polskę Fryderyk Chopin wyjechał z Warszawy do Kalisza.
- 1848 – Wiosna Ludów: po zbombardowaniu miasta przez Austriaków skapitulował Lwów.
- 1882 – Przed bazyliką Świętego Krzyża w Warszawie ustawiono brązową figurę Chrystusa dźwigającego krzyż.
- 1904 – Działacz ruchu robotniczego Marcin Kasprzak został skazany na karę śmierci za zastrzelenie 4 rosyjskich żandarmów.
- 1905 – Uruchomiono Białogardzką Kolej Dojazdową.
- 1915 – Niemiecki generał gubernator Hans Hartwig von Beseler nadał tymczasowe statuty uczelniom warszawskim.

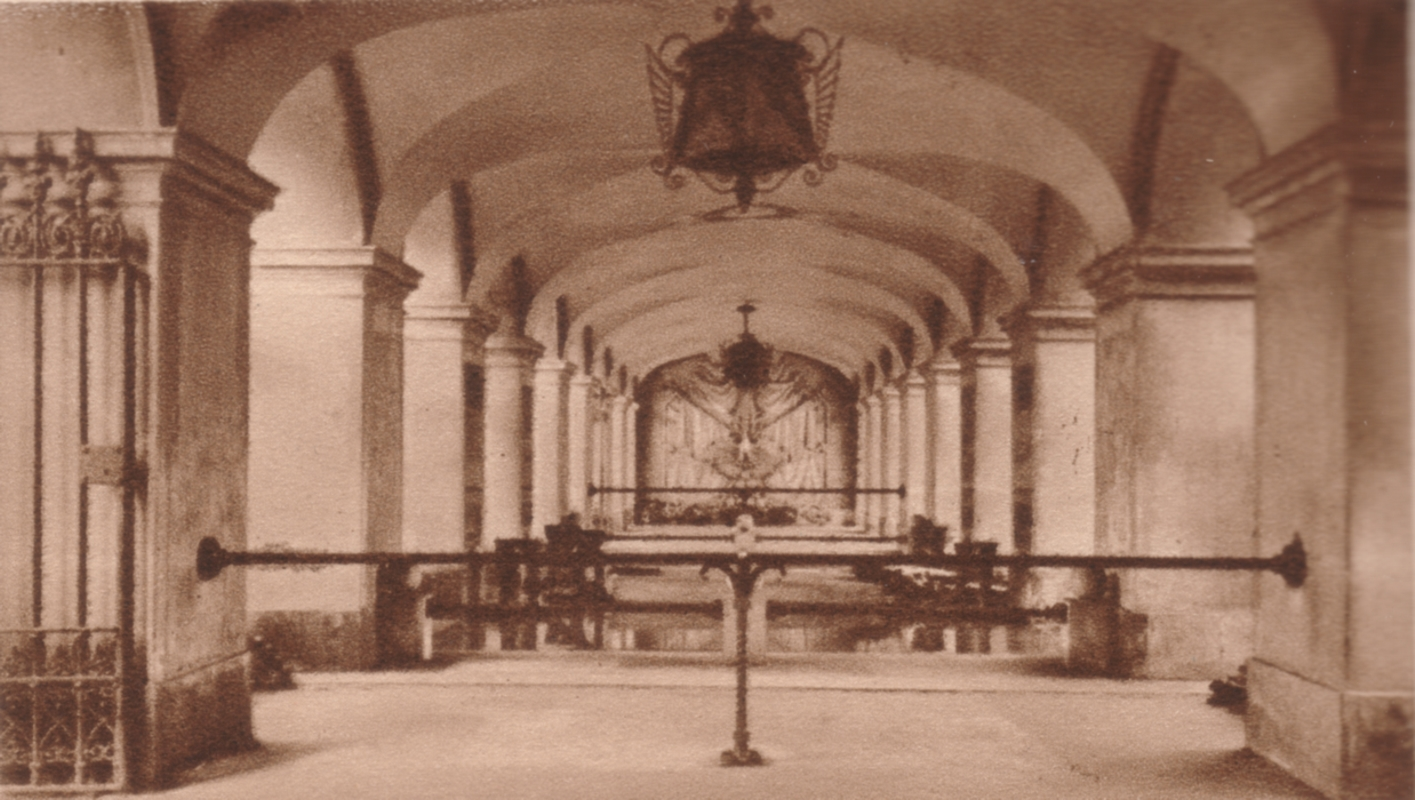
Grób Nieznanego Żołnierza w Warszawie (1930)

- 1925 – Bezimienne zwłoki obrońcy Lwowa z 1918 roku zostały pochowane w Grobie Nieznanego Żołnierza na placu Saskim w Warszawie.
- 1932 – Józef Beck został ministrem spraw zagranicznych w rządzie Aleksandra Prystora.
- 1942:
  - Około 2 tys. Żydów z Frampola koło Biłgoraja zostało spędzonych na rynek i wywiezionych do obozu zagłady w Bełżcu. Podczas akcji Niemcy zamordowali około 400 osób stawiających opór lub próbujących ucieczki.
  - Rozpoczęła się ostateczna likwidacja getta tranzytowego w Izbicy; Niemcy wywieźli do obozu zagłady w Sobiborze około 1750 Żydów, a kolejnych 1–2 tys. rozstrzelali na miejscowym cmentarzu żydowskim.
- 1945 – 11 Polaków zginęło, a 4 zostało rannych w wyniku ataku oddziału UPA na wieś Kuźmina koło Przemyśla.
- 1946:
  - Karol Wojtyła odprawił w krypcie św. Leonarda na Wawelu swą mszę prymicyjną.
  - Ukazało się pierwsze wydanie tygodnika „Stolica”.
- 1950 – Przed Rejonowym Sądem Wojskowym w Warszawie zakończył się proces członków 5. Wileńskiej Brygady AK, w którym na karę śmierci zostali skazani: mjr Zygmunt Szendzielarz, ppłk Antoni Olechnowicz, kpt. Henryk Borowski i ppor. Lucjan Minkiewicz. Ponadto Lidia Lwow została skazana na dożywocie, a Wanda Czarnecka-Minkiewicz na 12 lat pozbawienia wolności.
- 1953 – Założono Instytut Energetyki w Warszawie.
- 1974 – W Puszczy Białowieskiej wichura powaliła kilkusetletni Dąb Jagiełły.
- 1988:
  - Jedna osoba zginęła w katastrofie samolotu pasażerskiego PLL LOT An-24 pod Rzeszowem.
  - Rozpoczęła się trzydniowa oficjalna wizyta premier Wielkiej Brytanii Margaret Thatcher.
- 2010 – Odsłonięto pomnik nagrobny żołnierzy bolszewickich w Ossowie w powiecie wołomińskim.
- 2022:
  - PGNiG zostało przejęte przez Orlen.
  - W Ostrowi Mazowieckiej otwarto w obecności prezydenta RP Andrzeja Dudy Muzeum Dom Rodziny Pileckich[6].

## Wydarzenia na świecie
- 676 – Donus został wybrany na papieża.
- 998 – Odylon z Cluny zapoczątkował obchody Zaduszek.
- 1389 – Kardynał Pietro Tomacelli został wybrany na papieża i przyjął imię Bonifacy IX.
- 1502 – Krzysztof Kolumb odkrył zatokę Portobelo w dzisiejszej Panamie.
- 1642 – Wojna trzydziestoletnia: zwycięstwo wojsk szwedzkich nad cesarsko-saskimi w II bitwie pod Breitenfeld.
- 1701 – Król Hiszpanii Filip V poślubił w Figueres Marię Ludwikę Sabaudzką.
- 1708 – III wojna północna: po zawarciu porozumienia z królem Stanisławem Leszczyńskim i królem Szwecji Karolem XII przez hetmana Ukrainy Lewobrzeżnej Iwana Mazepę, wojska rosyjskie pod wodzą feldmarszałka Aleksandra Mienszykowa zdobyły i spaliły jej stolicę Baturyn, dokonując masakry mieszkańców.
- 1772 – W Londynie ukazało się pierwsze wydanie dziennika „The Morning Post”.
- 1777 – Wojna o niepodległość Stanów Zjednoczonych: na rzece Delaware została samozatopiona, w celu zapobieżenia przejęciu jej przez Brytyjczyków, niedokończona fregata USS „Effingham”.
- 1789 – W trakcie rewolucji francuskiej znacjonalizowano dobra kościelne.
- 1821 – Ustanowiono flagę Meksyku.
- 1829 – Francisco Ramón Vicuña Larraín został po raz drugi tymczasowym prezydentem Chile.
- 1830 – Jacques Laffitte został premierem Francji.
- 1838 – Założono holenderskie przedsiębiorstwo produkujące pociągi i autobusy Beijnes.
- 1848 – Friedrich Wilhelm von Brandenburg został premierem Prus.
- 1850 – Włoski astronom Annibale de Gasparis odkrył planetoidę (13) Egeria.
- 1852 – Franklin Pierce wygrał wybory prezydenckie w USA.
- 1874 – Ukazało się pierwsze wydanie japońskiego dziennika „Yomiuri Shimbun”.
- 1875:
  - Austriacki astronom Johann Palisa odkrył planetoidę (153) Hilda.
  - Francuski astronom Paul Henry odkrył planetoidę (152) Atala.
- 1878 – Charilaos Trikupis został po raz drugi premierem Grecji.
- 1879 – Wojna o Pacyfik: siły chilijskie ostrzelały i przeprowadziły udany desant na peruwiański port Pisagua(inne języki).
- 1889 – Dakota Północna i Dakota Południowa jako 39. i 40. stan dołączyły do Unii.
- 1899:
  - II wojna burska: wojska brytyjskie rozpoczęły oblężenie Ladysmith.
  - W Chinach wybuchło powstanie bokserów.
- 1902:
  - W Buffalo w stanie Nowy Jork zakończyła się półroczna Wystawa Panamerykańska, w trakcie której (6 września) anarchista polskiego pochodzenia Leon Czołgosz postrzelił śmiertelnie prezydenta USA Williama McKinleya.
  - Założono chilijski klub piłkarski CSD Rangers Talca.
- 1903 – Ukazało się pierwsze wydanie brytyjskiego dziennika „Daily Mirror”.
- 1907 – W Wiedniu odbyła się premiera operetki Księżniczka dolara Leo Falla.
- 1909 – Założono argentyński klub piłkarski San Martín Tucumán.
- 1912 – I wojna bałkańska: zwycięstwo wojsk bułgarskich nad tureckimi w bitwie pod Lüleburgaz.
- 1913 – Utworzono Królewskie Tajskie Siły Powietrzne.
- 1914 – I wojna światowa: Rosja wypowiedziała wojnę Turcji.
- 1917 – Brytyjski minister spraw zagranicznych lord Arthur Balfour wysłał list (tzw. Deklarację Balfoura) do barona Waltera Rothschilda, przywódcy społeczności żydowskiej w Wielkiej Brytanii, który zawierał obietnicę utworzenia „żydowskiej siedziby narodowej” w Palestynie.
- 1918 – Powstała I Republika Litewska.
- 1919 – Powstała Chrześcijańska Konfederacja Francuskich Pracowników (CFTC).
- 1920:
  - Warren Harding wygrał wybory prezydenckie w USA.
  - W Pittsburghu w stanie Pensylwania rozpoczęła nadawanie pierwsza na świecie publiczna stacja radiowa.
- 1922 – Odbył się pierwszy komercyjny lot australijskich linii Qantas.
- 1930 – Haile Selassie I został koronowany na cesarza Etiopii.
- 1936:
  - Rozpoczął działalność główny kanadyjski publiczny nadawca CBC/Radio-Canada.
  - Rozpoczęła regularną emisję najstarsza na świecie stacja telewizyjna BBC One.
- 1938 – W wyniku pierwszego arbitrażu wiedeńskiego przyznano Węgrom część południowej Słowacji oraz Ruś Zakarpacką.
- 1943 – Wojna na Pacyfiku: zwycięstwo wojsk amerykańskich w bitwie w Zatoce Cesarzowej Augusty na Wyspie Bougainville’a (Papua-Nowa Gwinea).
- 1945 – Został rozwiązany Komitet Narodowy Wolne Niemcy, utworzony z inicjatywy niemieckich komunistów w 1943 roku w radzieckim Krasnogorsku
- 1947 – Odbył się jedyny lot amerykańskiej łodzi latającej Hughes H-4 Hercules („Świerkowej Gęsi”), największego w historii samolotu o konstrukcji drewnianej.
- 1948 – Urzędujący prezydent USA Harry Truman został wybrany na II kadencję.
- 1949 – Podczas konferencji okrągłego stołu zdecydowano o przyznaniu niepodległości Indonezji (od Holandii).
- 1955 – Dawid Ben Gurion został po raz drugi premierem Izraela.
- 1956 – Kryzys sueski: Zgromadzenie Ogólne ONZ przyjęło rezolucję wzywającą do zawieszenia broni, wycofania wojsk i otwarcia Kanału Sueskiego dla powszechnej żeglugi.
- 1961 – Isa ibn Salman Al Chalifa został emirem Bahrajnu.
- 1963 – W wyniku wojskowego zamachu stanu został obalony i zamordowany prezydent Wietnamu Południowego Ngô Đình Diệm. Wraz z nim zaginął jego brat gen. Ngô Ðình Nhu.
- 1964 – Król Arabii Saudyjskiej Su’ud ibn Abd al-Aziz Al Su’ud został w wyniku rodzinnego spisku odsunięty od władzy. Nowym królem został Fajsal ibn Abd al-Aziz Al Su’ud.
- 1965 – W Waszyngtonie w proteście przeciw wojnie wietnamskiej podpalił się kwakier Norman Morrison.
- 1967 – Całkowite zaćmienie Słońca widoczne nad południową Afryką i Antarktydą.
- 1969 – Urzędujący od 1957 roku prezydent Tunezji Habib Burgiba został wybrany na kolejną kadencję w wyborach w których był jedynym kandydatem.
- 1972 – Ahmed Osman został premierem Maroka.
- 1975 – Libańska wojna domowa: wojska syryjskie wkroczyły na terytorium Libanu, rozpoczynając niemal 30-letnią jego okupację.
- 1976 – Jimmy Carter wygrał wybory prezydenckie w USA.
- 1978:
  - Ukazało się pierwsze wydanie brytyjskiego tabloidu „Daily Star”.
  - Wystartował drugi program Irlandzkiej telewizji publicznej RTÉ Two.
- 1979 – Płk Alberto Natusch Busch dokonał wojskowego zamachu stanu w Boliwii.
- 1983 – Rozpoczęły się 10-dniowe NATO-wskie symulujące zmasowany atak jądrowy ćwiczenia wojskowe pod kryptonimem „Able Archer 83”, w odpowiedzi na co ZSRR postawił w stan gotowości własne siły jądrowe. Według niektórych historyków świat znalazł się wtedy najbliżej wybuchu III wojny od czasu kryzysu kubańskiego z 1962 roku.
- 1984 – Premiera filmu wojennego Pola śmierci w reżyserii Rolanda Joffé’a.
- 1986 – 103 osoby zginęły w katastrofie irańskiego samolotu wojskowego Lockheed C-130 Hercules w górach koło Zahedanu.
- 1988 – Internet: pierwsza w historii wielka infekcja wywołana przez robaka komputerowego (robaka Morrisa), stworzonego przez amerykańskiego informatyka Roberta Tappana Morrisa.
- 1990 – Jim Bolger został premierem Nowej Zelandii.
- 1991:
  - Bartłomiej I został prawosławnym patriarchą Konstantynopola.
  - Frederick Chiluba został prezydentem Zambii.
- 1992 – Dokonano oblotu samolotu pasażerskiego Airbus A330.
- 2000 – Na jednym z forów internetowych pojawił się pierwszy post autorstwa Johna Titora, przybyłego z roku 2036 rzekomego podróżnika w czasie.
- 2003:
  - 16 amerykańskich żołnierzy zginęło, a 20 zostało rannych w wyniku zestrzelenia śmigłowca Boeing CH-47 Chinook pod Faludżą w Iraku.
  - W Gruzji odbyły się sfałszowane przez władze wybory parlamentarne, co doprowadziło do wybuchu tzw. rewolucji róż i obalenia prezydenta Eduarda Szewardnadzego.
- 2004:
  - George W. Bush został ponownie wybrany na urząd prezydenta USA.
  - Holenderski reżyser filmowy Theo van Gogh został zamordowany w Amsterdamie przez islamskiego fanatyka.
- 2009 – Po odwołaniu II tury wyborów prezydenckich w Afganistanie na stanowisku pozostał Hamid Karzaj.
- 2010 – Odbyły się wybory do Kongresu USA.
- 2011 – Omer Beriziky został premierem Madagaskaru.
- 2014:
  - 60 osób zginęło, a ok. 100 zostało rannych w samobójczym zamachu bombowym w pakistańskiej miejscowości Wagah na granicy z Indiami, w trakcie codziennej ceremonii zamknięcia na noc jedynego przejścia drogowego między oboma krajami.
  - W Rumunii odbyła się I tura wyborów prezydenckich. Do II tury przeszli: urzędujący premier Victor Ponta i Klaus Iohannis.
- 2015 – W Szanghaju zaprezentowano chiński odrzutowy samolot pasażerski Comac C919.
- 2020 – W Wiedniu 20-letni sympatyk Państwa Islamskiego Kujtim Fejzullai zastrzelił 4 osoby, ranił 23 po czym sam został zastrzelony przez policję.
- 2023 – Prezydent Władimir Putin podpisał ustawę unieważniającą ratyfikację przez Rosję traktatu o całkowitym zakazie prób z bronią jądrową.

## Eksploracja kosmosu
- 2000 – Na pokład Międzynarodowej Stacji Kosmicznej (ISS) przybyła jej pierwsza stała załoga.
- 2002 – Amerykańska sonda Stardust minęła w odległości 3000 km planetoidę (5535) Annefrank.

## Urodzili się
- 1082 – Song Huizong, cesarz Chin (zm. 1135)
- 1154 – Konstancja Sycylijska, królowa i cesarzowa rzymsko-niemiecka, królowa Sycylii (zm. 1198)
- 1417 – Sejo, władca Korei (zm. 1468)
- 1470 – Edward V York, król Anglii (zm. 1483)
- 1534 – Eleonora Habsburżanka, arcyksiężniczka austriacka, księżniczka czeska i węgierska, księżna Mantui i Montferratu (zm. 1594)
- 1549 – Anna Habsburżanka, królowa hiszpańska i portugalska (zm. 1580)
- 1560 – Annibale Carracci, włoski malarz, rysownik, grafik, freskant (zm. 1609)
- 1585 – Rudolf Colloredo, niemiecki dowódca wojskowy (zm. 1657)
- 1589 – Giovanni Battista Zupi, włoski jezuita, uczony (zm. 1667)
- 1648 – Georg Wachschlager, szwedzki dyplomata (zm. 1720)
- 1649 – Jan Adolf I, książę Saksonii-Weißenfels (zm. 1697)
- 1664 – Adriaan van Cattenburg, holenderski pastor, teolog, wykładowca akademicki (zm. 1743)
- 1667 – Jakub Ludwik Sobieski, polski królewicz, książę oławski, starosta pucki (zm. 1737)
- 1692 – Unico Wilhelm van Wassenaer, holenderski dyplomata, polityk, kompozytor (zm. 1766)
- 1694 – Józef Karol Wittelsbach, hrabia Palatynatu-Sulzbach (zm. 1729)
- 1699 – Jean Chardin, francuski malarz (zm. 1779)
- 1707 – Johann Julius Hecker, niemiecki teolog protestancki, pedagog (zm. 1768)
- 1709 – Anna Hanowerska, brytyjska księżniczka, księżna Oranii-Nassau (zm. 1759)
- 1710 – Andrea Negroni, włoski kardynał (zm. 1789)
- 1717 – Karol Wyrwicz, polski jezuita, geograf, historyk, publicysta, wykładowca akademicki (zm. 1793)
- 1730 – Giovanni Battista Casanova, włoski malarz, grafik (zm. 1795)
- 1734 – Daniel Boone, amerykański pionier, myśliwy (zm. 1820)
- 1739 – Karl Ditters von Dittersdorf, austriacki kompozytor, skrzypek (zm. 1799)
- 1741:
  - Pierre de Behaine, francuski duchowny katolicki, misjonarz, dyplomata (zm. 1799)
  - Joan Derk van der Capellen tot den Pol, holenderski polityk (zm. 1784)
- 1752 – Andriej Razumowski, rosyjski dyplomata (zm. 1836)
- 1753 – Iraklij Morkow, rosyjski hrabia, generał (zm. 1828)
- 1754 – Ignacy Zaborowski, polski pijar, matematyk, geometra, geodeta, tłumacz, autor podręczników (zm. 1803)
- 1755 – Maria Antonina, arcyksiężniczka austriacka, królowa Francji (zm. 1793)
- 1758 – Ryōkan Taigu, japoński mistrz zen, poeta, kaligraf (zm. 1831)
- 1766 – Joseph Radetzky, austriacki feldmarszałek (zm. 1858)
- 1767 – Edward August Hanowerski, książę Kentu (zm. 1820)
- 1777 – Alojzy Żółkowski (ojciec), polski aktor (zm. 1822)
- 1787 – August Mayer, niemiecki lekarz, przyrodnik, anatom, fizjolog (ur. 1865)
- 1795 – James Polk, amerykański prawnik, polityk, prezydent USA (zm. 1849)
- 1797 – Heinrich Mützel, niemiecki malarz, grafik (zm. 1868)
- 1798 – Jules Coignet, francuski malarz (zm. 1860)
- 1801 – Alojzy Biraghi, włoski duchowny katolicki, błogosławiony (zm. 1879)
- 1805 – Teofil Klemens Rybicki, polski nauczyciel, technolog, uczestnik powstania listopadowego (zm. 1859)
- 1806 – Henry Kellett, brytyjski admirał, odkrywca (zm. 1875)
- 1808:
  - Jules Barbey d’Aurevilly, francuski prozaik, poeta, publicysta, krytyk literacki (zm. 1889)
  - Antoni Zygmunt Helcel, polski historyk prawa, wydawca, polityk pochodzenia niemieckiego (zm. 1870)
- 1809:
  - Georg Beseler, niemiecki prawnik, polityk (zm. 1888)
  - Antonio Teodoro Caravia, urugwajski agronom, wykładowca akademicki (zm. 1873)
- 1810 – Andrew Humphreys, amerykański generał (zm. 1883)
- 1815 – George Boole, brytyjski matematyk, filozof (zm. 1864)
- 1819 – Leopold Otto, polski pastor, działacz narodowy (zm. 1882)
- 1821 – George Bowen, brytyjski prawnik, administrator kolonialny, pisarz (zm. 1899)
- 1824 – Robert von Zimmermann, czesko-austriacki filozof (zm. 1898)
- 1827 – Paul de Lagarde, niemiecki orientalista, filozof, wykładowca akademicki (zm. 1891)
- 1828 – Jan Harrach, czeski hrabia, ziemianin, mecenas nauki i sztuki (zm. 1909)
- 1831 – Henry Jones, brytyjski lekarz, pisarz (zm. 1899)
- 1832 – Karol Freege, polski ogrodnik pochodzenia niemieckiego (zm. 1884)
- 1837:
  - Marcel Briguiboul, francuski malarz, rzeźbiarz (zm. 1892)
  - Farrer Herschell, brytyjski arystokrata, prawnik, polityk (zm. 1899)
- 1839 – Ernst Küster, niemiecki chirurg (zm. 1930)
- 1840 – Victorino de la Plaza, argentyński polityk, prezydent Argentyny (zm. 1919)
- 1843:
  - Mark Antokolski, rosyjski rzeźbiarz pochodzenia żydowskiego (zm. 1902)
  - Ben Thompson, amerykański rewolwerowiec, szeryf, hazardzista, żołnierz armii konfederackiej (zm. 1884)
- 1844 – Mehmed V, sułtan Imperium Osmańskiego (zm. 1918)
- 1846 – Anna Działyńska, polska posiadaczka ziemska, działaczka społeczna i oświatowa (zm. 1926)
- 1847 – Georges Sorel, francuski filozof, socjolog (zm. 1922)
- 1849 – Stanisław Jędrzejowicz, polski ziemianin, polityk, poseł do Sejmu Krajowego Galicji (zm. 1913)
- 1854 – Isidor Gunsberg, brytyjski szachista pochodzenia węgierskiego (zm. 1930)
- 1855:
  - Henri Babinski, francuski inżynier górnik, autor książek kucharskich pochodzenia polskiego (zm. 1931)
  - Henrik Schück, szwedzki pisarz (zm. 1947)
- 1858:
  - Johan Krouthén, szwedzki malarz (zm. 1932)
  - Dimityr Petkow, bułgarski polityk, premier Bułgarii (zm. 1907)
- 1859:
  - Ignacy Szebeko, polski prawnik, dyplomata, polityk, poseł na Sejm RP (zm. 1937)
  - Cecylia Walewska, polska pisarka, publicystka, feministka (zm. 1940)
- 1860 – Marcin Kasprzak, polski działacz robotniczy (zm. 1905)
- 1861:
  - Maurice Blondel, francuski filozof (zm. 1949)
  - Gieorgij Lwow, rosyjski polityk, premier Rosji (zm. 1925)
- 1862 – Maironis, litewski duchowny katolicki, filozof, pisarz (zm. 1932)
- 1863 – Maria Małgorzata Caiani, włoska zakonnica, błogosławiona (zm. 1921)
- 1865 – Warren Harding, amerykański polityk, prezydent USA (zm. 1923)
- 1866 – Bronisław Piłsudski, polski rewolucjonista, etnograf, zesłaniec (zm. 1918)
- 1868 – Aleksander Skibniewski, polski ziemianin, prawnik, polityk (zm. 1942)
- 1870 – Gustaw Truskolaski, polski generał brygady (zm. 1934)
- 1871 – Poul Heegaard, duński matematyk (zm. 1948)
- 1872 – Stefan Natanson, polski inżynier, działacz społeczny i polityczny, krytyk muzyczny pochodzenia żydowskiego (zm. 1944)
- 1873 – Alex Benno, holenderski aktor, reżyser i scenarzysta filmowy (zm. 1952)
- 1874 – Jack Zealley, angielski piłkarz (zm. 1956)
- 1876 – Eugeniusz Morawski-Dąbrowa, polski kompozytor, malarz, pedagog (zm. 1948)
- 1877 – Aga Chan III, imam aga chanów, jeden z założycieli Pakistanu (zm. 1957)
- 1878 – Maria Librachowa, polska psycholog, wykładowczyni akademicka (zm. 1955)
- 1879:
  - Marion Jones Farquhar, amerykańska tenisistka (zm. 1965)
  - Walery Sławek, polski podpułkownik dyplomowany piechoty, polityk, premier i marszałek Sejmu RP (zm. 1939)
- 1880 – Wacław Makowski, polski prawnik, polityk, minister sprawiedliwości, marszałek Sejmu RP (zm. 1942)
- 1882 – Leo Perutz, austriacki pisarz (zm. 1957)
- 1883 – Frico Kafenda, słowacki kompozytor (zm. 1963)
- 1884 – Karol Eraña Guruceta, hiszpański marianista, męczennik, błogosławiony (zm. 1936)
- 1885 – Harlow Shapley, amerykański astronom (zm. 1972)
- 1886 – Maria Zandbang, polska jeźdźczyni sportowa (zm. 1972)
- 1889:
  - Andrzej Kajfosz, polski teozof, introligator, pszczelarz, sadownik, esperantysta (zm. 1970)
  - Tadeusz Pawłowski, polski szachista, kompozytor i działacz szachowy (zm. ?)
- 1890:
  - Paulina Apte, polska aktorka (zm. 1968)
  - Moa Martinson, szwedzka pisarka (zm. 1964)
  - Eugeniusz Roland, polski podpułkownik pilot (zm. 1971)
  - Yoshitsugu Saitō, japoński generał porucznik (zm. 1944)
- 1891:
  - Milada Paulová, czeska historyk, bizantynolog, wykładowczyni akademicka (zm. 1970)
  - Helmuth Weidling, niemiecki generał artylerii (zm. 1955)
- 1892:
  - Pál Ábrahám, węgierski kompozytor (zm. 1960)
  - Alice Brady, amerykańska aktorka (zm. 1939)
- 1893 – Battista Pininfarina, włoski projektant samochodów (zm. 1966)
- 1894 – Hakon Aasnæs, norweski strzelec sportowy (zm. 1973)
- 1895:
  - Zygmunt Bujnowski, polski malarz (zm. 1927)
  - Bronisław Włodarski, polski historyk (zm. 1974)
- 1896:
  - Ariel Leon Kubowy, izraelski dyplomata (zm. 1966)
  - Marcin Pasierb, major piechoty Wojska Polskiego (zm. 1942)
  - James Traill, australijski porucznik pilot, as myśliwski (zm. 1967)
- 1897:
  - Antoni Demianowicz, polski zoolog, pszczelarz (zm. 1980)
  - Sofroniusz (Stojczew), bułgarski biskup prawosławny (zm. 1995)
- 1898 – Hans Loch, wschodnioniemiecki polityk (zm. 1960)
- 1899 – Rafał Ryżewski, polski działacz niepodległościowy, nauczyciel i oficer (zm. 1963)
- 1900:
  - Dmitrij Jefriemow, radziecki polityk (zm. 1960)
  - Anatolij Paszkow, radziecki ekonomista, wykładowca akademicki (zm. 1988)
- 1901:
  - James Dunn, amerykański aktor (zm. 1967)
  - Dmitrij Leluszenko, radziecki generał armii (zm. 1987)
- 1902:
  - Gyula Illyés, węgierski pisarz (zm. 1983)
  - Santos Iriarte, urugwajski piłkarz (zm. 1968)
- 1903:
  - Albert Hassler, francuski łyżwiarz szybki, hokeista (zm. 1994)
  - Anatolij Kuźmin, radziecki polityk (zm. 1954)
  - Albert Pilát, czeski botanik, mykolog (zm. 1974)
- 1904 – Armando Del Debbio, brazylijski piłkarz, trener (zm. 1984)
- 1905:
  - Tommy Bamford, walijski piłkarz (zm. 1967)
  - Colin Clark, brytyjski ekonomista, statystyk (zm. 1989)
  - Tadeusz Czarnecki, polski problemista, dziennikarz i działacz szachowy (zm. 1973)
  - Bernice Kolko, fotografka żydowskiego pochodzenia (zm. 1970)
- 1906:
  - Daniił Andriejew, rosyjski poeta, myśliciel, mistyk (zm. 1959)
  - Luchino Visconti, włoski scenarzysta i reżyser filmowy, teatralny i operowy, pisarz (zm. 1976)
- 1907:
  - Walter Kaiser, niemiecki piłkarz (zm. 1982)
  - Émile Stijnen, belgijski piłkarz, trener (zm. 1997)
- 1908 – Rudolf Szura, polski adwokat, sędzia, polityk, poseł na Sejm PRL (zm. 1986)
- 1909 – Maksim Łużanin, białoruski poeta, tłumacz (zm. 2001)
- 1910:
  - Alfredo de Angelis, argentyński pianista, kompozytor (zm. 1962)
  - Fei Xiaotong, chiński socjolog, antropolog, polityk (zm. 2005)
  - Elżbieta Rakoczy, polska lekkoatletka, sprinterka i płotkarka (zm. 1957)
  - Tefta Tashko Koço, albańska śpiewaczka operowa (sopran) (zm. 1947)
- 1911 – Odiseas Elitis, grecki poeta (zm. 1996)
- 1912 – Janina Wencel, polska lekkoatletka, skoczkini w dal i wzwyż (zm. 1999)
- 1913 – Burt Lancaster, amerykański aktor (zm. 1994)
- 1914:
  - Josef Valčík, czechosłowacki porucznik (zm. 1942)
  - Dale Wasserman, amerykański pisarz, scenarzysta filmowy (zm. 2008)
- 1915:
  - Sidney Luft, amerykański producent filmowy (zm. 2005)
  - Wilhelm Piec, polski piłkarz (zm. 1954)
- 1917:
  - Bronisław Dąbrowski, polski duchowny katolicki, biskup pomocniczy warszawski (zm. 1997)
  - Durward Knowles, bahamski żeglarz sportowy (zm. 2018)
  - José Perácio, brazylijski piłkarz (zm. 1977)
  - Ann Rutherford, kanadyjska aktorka (zm. 2012)
  - Walenty Titkow, polski lekarz, polityk, poseł na Sejm PRL (zm. 2013)
- 1918 – Jan Chodorowski, polski materiałoznawca, wykładowca akademicki (zm. 2007)
- 1919 – Jorge de Sena, portugalski poeta, dramaturg, tłumacz (zm. 1978)
- 1920 – Kim Ch’ŏl Man, północnokoreański generał armii, polityk (zm. 2018)
- 1921:
  - Søren Kam, duński oficer SS, kolaborant (zm. 2015)
  - Wanda Półtawska, polska psychiatra, wykładowczyni akademicka, harcerka, działaczka antyaborcyjna (zm. 2023)
  - William Donald Schaefer, amerykański polityk (zm. 2011)
- 1922 – Zbigniew Safjan, polski pisarz, scenarzysta filmowy, dziennikarz (zm. 2011)
- 1923:
  - Carlo Curis, włoski duchowny katolicki, arcybiskup, nuncjusz apostolski (zm. 2014)
  - Jan Ekström, szwedzki pisarz (zm. 2013)
  - Dymitr (Royster), amerykański duchowny prawosławny, biskup Kościoła Prawosławnego w Ameryce (zm. 2011)
  - Cesare Rubini, włoski koszykarz, piłkarz wodny, trener (zm. 2011)
- 1924:
  - Albert Houssiau, belgijski duchowny katolicki, biskup Liège
  - Gré de Jongh, holenderska lekkoatletka, sprinterka (zm. 2002)
  - Jerzy Kosowicz, polski endokrynolog, wykładowca akademicki (zm. 2013)
  - Olgierd Stepan, polski inżynier architekt, działacz społeczny i katolicki na emigracji (zm. 2004)
  - Lucjan Tyszecki, polski trener i sędzia siatkarski (zm. 2011)
  - Rudy Van Gelder, amerykański inżynier dźwięku (zm. 2016)
- 1925:
  - Józef Mazurek, polski starszy sierżant (zm. 1979)
  - Mieczysław Moryto, polski urzędnik państwowy i kombatancki (zm. 2016)
  - Stanisław Nawrocki, polski historyk, archiwista, wykładowca akademicki (zm. 2000)
  - Necmi Onarıcı, turecki piłkarz (zm. 1968)
  - Stanisław Zierhoffer, polski radiolog, wspinacz, polarnik (zm. 2013)
- 1926:
  - Antonio Cantisani, włoski duchowny katolicki, arcybiskup Catanzaro-Squillace (zm. 2021)
  - Myer Skoog, amerykański koszykarz (zm. 2019)
- 1927:
  - Steve Ditko, amerykański autor komiksów, pisarz pochodzenia słowackiego (zm. 2018)
  - Jaroslav Šabata, czeski filozof, polityk, politolog, działacz opozycji antykomunistycznej (zm. 2012)
  - Aino-Maija Tikkanen, fińska aktorka (zm. 2014)
  - Jurij Trutniew, rosyjski fizyk jądrowy (zm. 2021)
- 1928:
  - John Baring, brytyjski arystokrata, przedsiębiorca, menedżer (zm. 2020)
  - Vladimir Beara, chorwacki piłkarz (zm. 2014)
  - Luisa Josefina Hernández, meksykańska pisarka (zm. 2023)
  - Paul Johnson, brytyjski dziennikarz, historyk (zm. 2023)
  - Margarita Maslennikowa, rosyjska biegaczka narciarska (zm. 2021)
  - Włodzimierz Ptak, polski immunolog, mikrobiolog (zm. 2019)
- 1929:
  - Dick Clark, amerykański prezenter telewizyjny (zm. 2012)
  - Germain Derycke, belgijski kolarz szosowy (zm. 1978)
  - Muhammad Rafiq Tarar, pakistański prawnik, polityk, prezydent Pakistanu (zm. 2022)
  - Richard E. Taylor, kanadyjski fizyk, laureat Nagrody Nobla (zm. 2018)
- 1930:
  - Aleksander Barszczewski, polski prozaik, poeta (zm. 2022)
  - Hubert Czuma, polski duchowny katolicki, jezuita, działacz opozycji antykomunistycznej (zm. 2019)
  - Anna Szumiłowska, polska szwaczka, polityk, poseł na Sejm PRL (zm. 2018)
- 1931:
  - Poul Mejer, duński piłkarz (zm. 2000)
  - Don Walsh, amerykański oficer marynarki, oceanograf, eksplorator mórz i oceanów (zm. 2023)
  - Phil Woods, amerykański saksofonista jazzowy (zm. 2015)
- 1932:
  - Henri Namphy, haitański generał, polityk, prezydent Haiti (zm. 2018)
  - Sława Przybylska, polska piosenkarka
  - Melvin Schwartz, amerykański fizyk, laureat Nagrody Nobla (zm. 2006)
- 1933 – Kevin Manning, australijski duchowny katolicki, biskup Armidale i Parramatty (zm. 2024)
- 1934:
  - Joseph Edward Brennan, amerykański prawnik, polityk, gubernator stanu Maine (zm. 2024)
  - Józef Wójcik, polski duchowny katolicki, działacz opozycyjny, więzień polityczny (zm. 2014)
- 1935:
  - Steve Burtenshaw, angielski piłkarz, trener (zm. 2022)
  - Stefan Lelental, polski prawnik, karnista, profesor nauk prawnych, nauczyciel akademicki (zm. 2025)
  - Bilal Xhaferri, albański pisarz, publicysta (zm. 1986)
  - Wiktor Zatwarski, polski aktor, piosenkarz (zm. 2022)
- 1936:
  - Ryszard Hubert Adrjański, polski wokalista (zm. 2022)
  - Rosemary Radford Ruether, amerykańska pisarka, teolożka feministyczna i feministka (zm. 2022)
- 1937:
  - Barbara Borys-Damięcka, polska reżyserka teatralna i telewizyjna, polityk, senator RP (zm. 2023)
  - Héctor Facundo, brazylijski piłkarz (zm. 2009)
  - Aloys Jousten, belgijski duchowny katolicki, biskup Liège (zm. 2021)
- 1938:
  - Patrick Buchanan, amerykański polityk
  - Jadwiga Doering, polska kajakarka (zm. 2018)
  - Erik Gaardhøje, duński piłkarz, bramkarz (zm. 2007)
  - Wojciech Król, polski operator filmowy i telewizyjny (zm. 2025)
  - Dorothy Lidstone, kanadyjska łuczniczka
  - Tatjana Pietrienko, radziecka florecistka (zm. 2000)
  - Richard Serra, amerykański rzeźbiarz (zm. 2024)
  - Marek Tarczyński, polski historyk wojskowości (zm. 2023)
  - Zofia, królowa Hiszpanii
- 1939:
  - Enrico Albertosi, włoski piłkarz, bramkarz
  - John Buckley, irlandzki duchowny katolicki, biskup Cork i Ross
  - Maria Olszewska-Lelonkiewicz, polska trenerka łyżwiarstwa figurowego (zm. 2007)
- 1940:
  - Vincenzo Cerami, włoski scenarzysta filmowy (zm. 2013)
  - Jerzy Łapiński, polski aktor (zm. 2020)
  - Gigi Proietti, włoski aktor, piosenkarz (zm. 2020)
- 1941:
  - Hugh Cavendish, brytyjski arystokrata, posiadacz ziemski, polityk
  - Rolf Fieguth, niemiecki slawista, germanista, tłumacz, wykładowca akademicki
  - Maria Kurzawa, polska chemik, wykładowczyni akademicka (zm. 2005)
  - Jerzy Osiatyński, polski ekonomista, polityk, minister finansów, poseł na Sejm RP (zm. 2022)
  - Steven M. Stanley, amerykański geolog, paleontolog, biolog ewolucyjny, wykładowca akademicki
  - Mario Trevi, włoski aktor, piosenkarz
- 1942:
  - Shere Hite, amerykańska seksuolog pochodzenia niemieckiego (zm. 2020)
  - Stefanie Powers, amerykańska aktorka, piosenkarka, producentka i scenarzystka filmowa
- 1943:
  - Oldřich Pelčák, czeski pilot wojskowy, astronauta (zm. 2023)
  - Grzegorz Spyra, polski muzyk, kompozytor (zm. 2019)
  - Bob Swaim, amerykański aktor, reżyser i scenarzysta filmowy
- 1944:
  - Michael Buffer, amerykański aktor, konferansjer
  - Patrice Chéreau, francuski aktor, scenarzysta i reżyser filmowy, teatralny i telewizyjny (zm. 2013)
  - Keith Emerson, brytyjski klawiszowiec, członek zespołów The Nice i Emerson, Lake and Palmer (zm. 2016)
  - Aleksandre Metreweli, gruziński tenisista
  - Robert Vermeire, belgijski kolarz przełajowy
  - Liesel Westermann, niemiecka lekkoatletka, dyskobolka
- 1945:
  - Sam Arday, ghański trener piłkarski (zm. 2017)
  - Jeorjos Kolokitas, grecki koszykarz, działacz sportowy (zm. 2013)
  - Marek Niesiołowski, polski inżynier, pedagog, działacz opozycji antykomunistycznej
  - Jean-Jack Queyranne, francuski polityk
  - Henri Tincq, francuski dziennikarz, publicysta (zm. 2020)
- 1946:
  - Chip Hawkes, brytyjski basista, wokalista, członek zespołu The Tremeloes
  - Alan Jones, australijski kierowca wyścigowy, komentator telewizyjny
  - Louis Sankalé, francuski duchowny katolicki, biskup Nicei
- 1947:
  - Kate Linder, amerykańska aktorka
  - Andrzej Łaptaś, polski geolog, działacz opozycji antykomunistycznej
  - Dave Pegg, brytyjski basista, członek zespołów Fairport Convention i Jethro Tull
  - Rodney Williams, polityk z Antigui i Barbudy, gubernator generalny
- 1948:
  - Aline Archimbaud, francuska polityk
  - Víctor Galíndez, argentyński bokser (zm. 1980)
  - Maria Ewa Letki, polska autorka literatury dziecięcej i młodzieżowej
- 1949:
  - Stefan Czmur, polski generał brygady, dyplomata
  - Petre Daea, rumuński agronom, polityk
  - Mineko Iwasaki, japońska gejsza
  - Lois McMaster Bujold, amerykańska pisarka science fiction i fantasy
  - Frankie Miller, szkocki muzyk i wokalista rockowy, kompozytor
  - Alfred Riedl, austriacki piłkarz, trener (zm. 2020)
  - Grażyna Staniszewska, polska polityk, poseł na Sejm i senator RP
  - José Luis Viejo, hiszpański kolarz szosowy (zm. 2014)
- 1950:
  - Ljubomir Ljubojević, serbski szachista
  - Erika Mann, niemiecka polityk
  - Józef (az-Zahlawi), syryjski duchowny prawosławny, metropolita nowojorski i całej Ameryki Północnej
- 1951:
  - Bao Xishun, Chińczyk, najwyższy żyjący człowiek
  - Irena Bierwiaczonek-Polak, polska malarka (zm. 2009)
  - Kathy Hammond, amerykańska lekkoatletka, sprinterka
  - Lily Jacobs, holenderska polityk
  - Wasilis Lewendis, grecki polityk
  - Jeremy Menuhin, amerykański pianista pochodzenia żydowskiego
- 1952:
  - David Andrews, amerykański aktor
  - Giovanna Corda, belgijska polityk pochodzenia włoskiego
  - Edmond Djitangar, czadyjski duchowny katolicki, arcybiskup Ndżameny
  - Ron Lee, amerykański koszykarz
  - Krystyna Pulczyńska, polska lekkoatletka, skoczkini w dal
  - Ryszard Sarkowicz, polski prawnik, dyplomata
  - Andrzej Terlecki, polski działacz opozycji antykomunistycznej, działacz społeczny, polityk, poseł na Sejm RP (zm. 2012)
- 1953:
  - Elena Gentile, włoska lekarka, działaczka samorządowa, polityk
  - Mihály Gyulai, węgierski zapaśnik
  - Teresa Kaczorowska, polska reporterka, pisarka, poetka
  - Luís Filipe Menezes, portugalski lekarz, samorządowiec, polityk
- 1954:
  - Martin Cullen, irlandzki przedsiębiorca, polityk
  - Reinaldo Gomes, portugalski piłkarz
  - Jürgen Lehnert, niemiecki kajakarz
  - Vedran Rožić, chorwacki piłkarz
  - Zoran Simović, czarnogórski piłkarz, bramkarz
  - Hanna Sobolewska-Kulina, polska aktorka (zm. 1987)
- 1955:
  - Peter Cousens, australijski aktor, piosenkarz, reżyser filmowy, telewizyjny i teatralny
  - Ryszard Lenc, polski pisarz
  - Ambrose Madtha, indyjski duchowny katolicki, arcybiskup, nuncjusz apostolski (zm. 2012)
  - Aldona Michalak, polska polityk, poseł na Sejm RP
  - Mark Reynolds, amerykański żeglarz sportowy
  - Sławomir Zieliński, polski dziennikarz i prezenter radiowo-telewizyjny, menedżer
- 1956:
  - Frédérique Bredin, francuska działaczka kulturalna, polityk
  - Jean-Marc Eychenne, francuski duchowny katolicki, biskup Pamiers
  - Martin Krebs, niemiecki duchowny katolicki, arcybiskup, nuncjusz apostolski
  - Vladimír Michálek, czeski reżyser i scenarzysta filmowy
  - Maria Zbyrowska, polska ekonomistka, polityk, poseł na Sejm RP
- 1957:
  - Carter Beauford, amerykański perkusista, członek zespołu Dave Matthews Band
  - Bärbel Broschat, niemiecka lekkoatletka, płotkarka
  - Rita Crockett, amerykańska siatkarka
  - Lucien Favre, szwajcarski piłkarz, trener
  - Walter Martos, peruwiański wojskowy, generał-major, polityk, minister obrony, premier Peru (zm. 2025)
  - Leszek Szewc, polski związkowiec, polityk, poseł na Sejm RP
  - Urszula Szydlik-Zielonka, polska aktorka, reżyserka, producentka teatralna
- 1958:
  - Michka Assayas, francuski pisarz, dziennikarz muzyczny
  - Siemion Dwojris, rosyjski szachista
  - Jerzy Jeszke, polski wokalista, aktor musicalowy
  - Willie McGee, amerykański baseballista
  - Andrzej Różański, polski polityk, poseł na Sejm RP
- 1959:
  - Saïd Aouita, marokański lekkoatleta, średnio- i długodystansowiec
  - Nenad Čanak, serbski ekonomista, polityk
  - Wolfram Gambke, niemiecki lekkoatleta, oszczepnik
  - William Goldenberg, amerykański montażysta filmowy
  - Ted Kitchel, amerykański koszykarz
  - Marek Komorowski, polski radca prawny, samorządowiec, polityk, senator RP
  - Peter Mullan, szkocki aktor, reżyser i scenarzysta filmowy
- 1960:
  - Bruce Baumgartner, amerykański zapaśnik
  - Rosalyn Fairbank, południowoafrykańska tenisistka
  - Anu Malik, indyjski muzyk, kompozytor
- 1961:
  - Wiktor Hryszko, ukraiński piłkarz, bramkarz, trener
  - Sigrid Kaag, holenderska dyplomatka, polityk
  - Elke Kahr, austriacka polityk, burmstrz Grazu
  - Dariusz Kęcik, polski okulista
  - k.d. lang, kanadyjska piosenkarka, kompozytorka, autorka tekstów
  - Stefan (Priwałow), rosyjski biskup prawosławny
- 1962:
  - Medina Dixon, amerykańska koszykarka (zm. 2021)
  - Jukka Jalonen, fiński hokeista, trener
  - Tadeusz Maćkała, polski samorządowiec, polityk, poseł na Sejm RP
  - Iwona Szymańska-Pavlović, polska tancerka
- 1963:
  - Jens Johansson, szwedzki muzyk, kompozytor, klawiszowiec
  - Brian Kemp, amerykański polityk, gubernator stanu Georgia
  - Borut Pahor, słoweński polityk, premier i prezydent Słowenii
  - Park Young-seok, południowokoreański himalaista (zm. 2011)
  - Udo Wagner, niemiecki florecista
- 1964:
  - Jorge Borelli, argentyński piłkarz
  - Andrzej Heller, polski piłkarz, bramkarz (zm. 2017)
  - Britta Lejon, szwedzka działaczka związkowa, urzędniczka państwowa, polityk
  - Roman Leppert, polski pedagog, profesor nauk społecznych, wykładowca akademicki
  - Marlena Maląg, polska nauczycielka, polityk, poseł na Sejm RP, eurodeputowana, minister rodziny, pracy i polityki społecznej
  - Lynn Nottage, amerykańska dramatopisarka
  - Sonja Reichart, niemiecka narciarka dowolna
  - Lauren Vélez, amerykańska aktorka pochodzenia portorykańskiego
- 1965:
  - Paweł Adamowicz, polski prawnik, polityk, samorządowiec, prezydent Gdańska (zm. 2019)
  - Shah Rukh Khan, indyjski aktor
  - Romana Tomc, słoweńska ekonomistka, polityk
- 1966:
  - Chalid Abu an-Nadża, egipski aktor, reżyser i producent filmowy, prezenter telewizyjny
  - Sean Kanan, amerykański aktor
  - David Schwimmer, amerykański aktor, reżyser i producent filmowy i telewizyjny pochodzenia żydowskiego
  - Valentine Tsamma Seane, botswański duchowny katolicki, biskup Gaborone
  - Dubravko Šimenc, chorwacki piłkarz wodny
  - Karin Steinbach, niemiecko-austriacka pisarka, dziennikarka, lektorka
- 1967:
  - Kurt Elling, amerykański wokalista jazzowy pochodzenia holenderskiego
  - Beata Fido, polska aktorka
  - András Keresztúri, węgierski piłkarz, trener
  - Derek Porter, kanadyjski wioślarz
  - Ryszard Sobczak, polski florecista
  - Zvonimir Soldo, chorwacki piłkarz
  - Olga Stanisławska, polska dziennikarka, reportażystka
  - Scott Walker, amerykański polityk, gubernator stanu Wisconsin
  - Sławomir Woźniak, polski tancerz, choreograf
- 1968:
  - Jaume Balagueró, hiszpański reżyser i scenarzysta filmowy
  - Samantha Ferris, kanadyjska aktorka
  - Kathleen Hanna, amerykańska piosenkarka, artystka, feministka
  - Keith Jennings, amerykański koszykarz
  - Klaudiusz Urban, polski szachista
- 1969:
  - Reginald Arvizu, amerykański basista, członek zespołu L.A.P.D.
  - Jenny Gal, holenderska judoczka
  - Rodolfo Hernández, meksykański zapaśnik
  - Elizabeth Morales, wenezuelska aktorka
  - Jarasława Paułowicz, białoruska wioślarka
- 1970:
  - Natiq Eyvazov, azerski zapaśnik
  - Lucy Hawking, brytyjska dziennikarka, pisarka
- 1971:
  - Jewgienij Buszmanow, rosyjski piłkarz, trener
  - Grzegorz Grzyb, polski perkusista jazzowy i rockowy (zm. 2018)
  - Kang Chul, południowokoreański piłkarz, trener
  - Massimo Mora, włoski żużlowiec
- 1972:
  - Derlis Gómez, paragwajski piłkarz, bramkarz
  - Jan Grabiec, polski samorządowiec, polityk, poseł na Sejm RP
  - Sarkis Howsepian, ormiański piłkarz, trener
  - Marion Posch, włoska snowboardzistka
  - Alfred Schreuder, holenderski piłkarz, trener
  - Darío Silva, urugwajski piłkarz
  - Son Hyeon-mi, południowokoreańska judoczka
  - Władimir Worobjow, rosyjski hokeista
- 1973:
  - Yaw Acheampong, ghański piłkarz
  - Samir Barać, chorwacki piłkarz wodny
  - Jean-Bédel Georges Bokassa, środkowoafrykański były następca tronu
  - Mateusz Borek, polski dziennikarz i komentator sportowy
  - Amy Finkelstein, amerykańska ekonomistka, wykładowczyni akademicka pochodzenia żydowskiego
  - Dina Miftachutdinowa, ukraińska wioślarka
  - Leonardo Moreno, kolumbijski piłkarz
  - Marisol Nichols, amerykańska aktorka
  - Denica Saczewa, bułgarska polityk
- 1974:
  - Bartosz Blaschke, polski reżyser, scenarzysta i operator filmowy
  - Barbara Chiappini, włoska modelka, aktorka
  - Nelly, amerykański raper, piosenkarz
  - Zsófia Polgár, węgierska szachistka
  - Prodigy, amerykański raper, producent muzyczny (zm. 2017)
  - David Smith, brytyjski lekkoatleta, młociarz, przestępca
  - Rusłan Salej, białoruski hokeista (zm. 2011)
- 1975:
  - Luc Arbogast, francuski wokalista pochodzenia niemieckiego
  - Maciej Duczyński, polski artysta fotograf, podróżnik
  - Stéphane Sarrazin, francuski kierowca wyścigowy i rajdowy
  - Mihai Țurcanu, rumuński weterynarz, polityk
- 1976:
  - Maurizio Colella, szwajcarski didżej, producent muzyczny pochodzenia włoskiego
  - Daniel da Cruz Carvalho, portugalski piłkarz
  - Matt Cullen, amerykański hokeista
  - Abdoulaye Demba, malijski piłkarz
  - Marie Guévenoux, francuska polityk
  - Andreas Mogensen, duński inżynier, astronauta
  - Thierry Omeyer, francuski piłkarz ręczny, bramkarz
  - Petr Ruman, czeski piłkarz, trener
- 1977:
  - Rodney Buford, amerykański koszykarz
  - Dzmitryj Dudzik, białoruski hokeista
  - Randy Harrison, amerykański aktor
  - Konstandinos Ikonomidis, grecki tenisista
  - Yūsuke Satō, japoński piłkarz
  - Reshma Shetty, brytyjsko-amerykańska aktorka pochodzenia indyjskiego
  - Hans Weingartner, austriacki reżyser i scenarzysta filmowy
  - Marzena Żaba, polska strzelczyni sportowa
- 1978:
  - Christian Gyan, ghański piłkarz (zm. 2021)
  - Wiktorija Jermoljewa, ukraińska pianistka
  - Avard Moncur, bahamski lekkoatleta, sprinter
  - Noah Ngeny, kenijski lekkoatleta, średniodystansowiec
  - Alexander Östlund, szwedzki piłkarz
- 1979:
  - Wolha Barabanszczykawa, białoruska tenisistka
  - Marián Čišovský, słowacki piłkarz (zm. 2020)
  - Lassi Huuskonen, fiński skoczek narciarski
  - Martin Petráš, słowacki piłkarz
  - Sławomir Worach, polski polityk, samorządowiec, poseł na Sejm RP
  - Tomasz Zdzikot, polski prawnik, samorządowiec, urzędnik państwowy
- 1980:
  - Fu’ad Aït Aattou, francuski aktor, model pochodzenia marokańskiego
  - Ben Curtis, amerykański aktor, gitarzysta
  - Kim So-yeon, południowokoreańska aktorka
  - Diego Lugano, urugwajski piłkarz
  - Karin Ruckstuhl, holenderska lekkoatletka, wieloboistka i skoczkini w dal
- 1981:
  - Mohamad Al-Sayed, katarski szachista
  - Rafael Márquez Lugo, meksykański piłkarz
  - Miroslav Opsenica, serbski piłkarz (zm. 2011)
  - Martina Ratej, słoweńska lekkoatletka, oszczepniczka
  - Tatjana Tot´mianina, rosyjska łyżwiarka figurowa
- 1982:
  - Yunaika Crawford, kubańska lekkoatletka, młociarka
  - Yogeshwar Dutt, indyjski zapaśnik
  - Kyōko Fukada, japońska aktorka, piosenkarka, modelka
  - Charles Itandje, kameruński piłkarz, bramkarz
- 1983:
  - Elnur Allahverdiyev, azerski piłkarz
  - Yowlys Bonne, kubański zapaśnik
  - Andreas Bourani, niemiecki piosenkarz, autor tekstów
  - Siergiej Grigorjanc, rosyjski szachista
  - Sophie Milliet, francuska szachistka
  - Darren Young, amerykański wrestler
- 1984:
  - Lina Flórez, kolumbijska lekkoatletka, płotkarka
  - Wasil Garwanljew, macedoński piosenkarz
  - Anastasija Karpowa, rosyjska piosenkarka
  - Arnold Kruiswijk, holenderski piłkarz
  - Ricardo Pierre-Louis, haitański piłkarz
  - Julia Stegner, niemiecka modelka
  - Hartman Toromba, namibijski piłkarz
  - Berrak Tüzünataç, turecka aktorka, modelka
- 1985:
  - Franklin Anzité, środkowoafrykański piłkarz
  - Abdullah Baba Fatadi, bahrajński piłkarz pochodzenia nigeryjskiego
  - Alvaro Hubiera, dominikański zapaśnik
  - James McEveley, szkocki piłkarz
  - Nadija Muszka-Semencowa, azerska zapaśniczka pochodzenia ukraińskiego
  - Mwemere Ngirinshuti, rwandyjski piłkarz
  - Hubert Pokrop, polski lekkoatleta, średnio- i długodystansowiec
  - Christian Suárez, ekwadorski piłkarz
  - Vladimir Yaroshenko, rosyjsko-polski tancerz baletowy
- 1986:
  - Pablo Armero, kolumbijski piłkarz
  - Héctor Barberá, hiszpański motocyklista wyścigowy
  - Romela Begaj, albańska sztangistka
  - Izuagbe Ugonoh, polski bokser, aktor pochodzenia nigeryjskiego
- 1987:
  - Daniel Castellano, hiszpański piłkarz
  - Javier Castellano, hiszpański piłkarz
  - Hwang Ye-sul, południowokoreańska judoczka
  - Daniel Sikorski, austriacki piłkarz pochodzenia polskiego
  - Imil Szarafietdinow, rosyjski zapaśnik pochodzenia tatarskiego
- 1988:
  - Ana Spiridopulu, grecka koszykarka
  - Stefano Celozzi, niemiecki piłkarz pochodzenia włoskiego
  - Julia Görges, niemiecka tenisistka
  - Igor Karačić, chorwacki piłkarz ręczny
  - Jakub Płużek, polski pianista jazzowy
  - Jewgienij Romanow, rosyjski szachista
  - Irwan Shah, singapurski piłkarz
  - Eddy Vilard, meksykański aktor
- 1989:
  - Brayan Angulo, kolumbijski piłkarz
  - Angela Dorogan, mołdawska zapaśniczka
  - Stevan Jovetić, czarnogórski piłkarz
  - Ana Moceyawa, nowozelandzka zapaśniczka, judoczka
  - Artur Mroczka, polski żużlowiec
  - Tibor Pleiss, niemiecki koszykarz
  - Natalie Pluskota, amerykańska tenisistka
  - Luke Schenn, kanadyjski hokeista
  - Katelyn Tarver, amerykańska piosenkarka, autorka tekstów, aktorka, modelka
  - Vitolo, hiszpański piłkarz
  - Demeu Żadyrajew, kazachski zapaśnik
- 1990:
  - Nemanja Bilbija, bośniacki piłkarz
  - Christopher Dibon, austriacki piłkarz
  - Daniela Druncea, rumuńska wioślarka, sterniczka
  - Borja García Freire, hiszpański piłkarz
  - Miki Motomiya, japońska lekkoatletka, tyczkarka
  - Heloiza Pereira, brazylijska siatkarka
  - Kendall Schmidt, amerykański aktor, piosenkarz, autor tekstów, tancerz
  - Kévin Tillie, francuski siatkarz
- 1991:
  - Rahul Aware, indyjski zapaśnik
  - Holly Bradshaw, brytyjska lekkoatletka, tyczkarka
  - Dina Galiakbarowa, rosyjska szablistka
  - Romaine Sawyers, piłkarz z Saint Kitts i Nevis
  - Hannah Trotter, australijska judoczka
- 1992:
  - Naomi Ackie, brytyjska aktorka
  - Jana Bełomoina, ukraińska kolarka górska
  - Emilee Cherry, australijska rugbystka
  - Nicolás Méndez, argentyński siatkarz
  - Rémi Mulumba, kongijski piłkarz
  - Jelena Nikitina, rosyjska skeletonistka
- 1993:
  - Kaciaryna Andrejewa, białoruska dziennikarka, więzień polityczny
  - Edoardo Goldaniga, włoski piłkarz
  - Dražen Luburić, serbski siatkarz
  - Michał Michalak, polski koszykarz
  - Daniła Sotnikow, rosyjski i włoski zapaśnik
- 1994:
  - Yeltsin Álvarez, gwatemalski piłkarz
  - Bruno Bonifacio, brazylijski kierowca wyścigowy
  - Alwin Komolong, papuański piłkarz
  - Alicja Konieczek, polska lekkoatletka, biegaczka długodystansowa
  - Moisés Pérez, wenezuelski zapaśnik
  - Michał Poprawa, polski pływak
  - Daniel Szymkiewicz, polski koszykarz
- 1995:
  - Chloé Chevalier, francuska biathlonistka
  - Hanna Öberg, szwedzka biathlonistka
  - Marta Pol, polska siatkarka
- 1996:
  - Jana Fett, chorwacka tenisistka
  - Shaq Moore, amerykański piłkarz
  - Bietina Popowa, rosyjska łyżwiarka figurowa
  - Ján Volko, słowacki lekkoatleta, sprinter
- 1997:
  - Solène Butruille, francuska florecistka
  - Filip Hronek, czeski hokeista
  - Inka, polska piosenkarka, kompozytorka
- 1998:
  - Jaylen Crim, amerykańska piłkarka
  - Nadav Guedj, francusko-izraelski piosenkarz
  - Krisean Lopez, belizeński piłkarz
  - Weronika Lizakowska, polska lekkoatletka, biegaczka średnio- i długodystansowa
  - Riley McGree, australijski piłkarz
- 1999:
  - Lilian Brassier, francuski piłkarz pochodzenia togijskiego
  - Amel Hammiche, algierska zapaśniczka
- 2000:
  - Tess Coady, australijska snowboardzistka
  - Alphonso Davies, kanadyjski piłkarz pochodzenia liberyjskiego
- 2001:
  - Moisés Caicedo, ekwadorski piłkarz
  - Hu Jingtao, chiński skoczek narciarski
  - Piotr Samiec-Talar, polski piłkarz
- 2002 – Holly Harris, australijska łyżwiarka figurowa
- 2003 – Jelizaveta Žuková, czeska łyżwiarka figurowa pochodzenia rosyjskiego
- 2004 – Emely Torazza, szwajcarska skoczkini narciarska
- 2008 – Liliana Lewińska, polska gimnastyczka artystyczna

## Zmarli
- 472 – Olibriusz, cesarz zachodniorzymski (ur. ok. 420)
- 1083 – Matylda Flandryjska, królowa Anglii (ur. 1031)
- 1148 – Malachiasz z Armagh, irlandzki duchowny katolicki, biskup, jasnowidz, święty (ur. 1094)
- 1312 – Alfons, infant portugalski, lord Portalegre, Castelo de Vide, Arronches, Marvão i Lourinhã (ur. 1263)
- 1327 – Jakub II Sprawiedliwy, król Aragonii i Sycylii (ur. 1267)
- 1475 – Bartolomeo Colleoni, włoski kondotier (ur. ok. 1400)
- 1480 – Michał Polak, polski duchowny i kaznodzieja husycki (ur. ?)
- 1521 – Małgorzata Lotaryńska, francuska arystokratka, tercjarka franciszkańska, błogosławiona (ur. 1463)
- 1538 – Hatice, córka sułtana Selima I Groźnego (ur. 1494)
- 1573 – Barnim IX Pobożny, książę pomorski (ur. 1501)
- 1577 – Innocenzo Ciocchi del Monte, włoski kardynał (ur. 1532)
- 1585 – Dōsetsu Tachibana, japoński samuraj (ur. 1513)
- 1618 – Maksymilian III Habsburg, austriacki arcyksiążę, pretendent do tronu polskiego, wielki mistrz zakonu krzyżackiego (ur. 1558)
- 1622 – Jan Lohelius, czeski duchowny katolicki, arcybiskup metropolita praski (ur. 1549)
- 1661 – Daniel Seghers, flamandzki malarz (ur. 1590)
- 1676 – Adam Michna, czeski kompozytor, organista (ur. ok. 1600)
- 1679 – Giovanni Battista Jacobelli, włoski duchowny katolicki, kapelan nadworny, muzyk, śpiewak działający w Polsce (ur. 1603)
- 1715 – Szarlota Krystyna z Brunszwiku-Wolfenbüttel, wielki książę Rosji (ur. 1694)
- 1716 – Engelbert Kaempfer, niemiecki podróżnik, lekarz (ur. 1651)
- 1735 – Šimon Brixi, czeski kompozytor (ur. 1693)
- 1736 – Louis-Antoine Pardaillan de Gondrin, francuski arystokrata, wojskowy (ur. 1665)
- 1737 – Felicjan Innocenty Grabski, polski szlachcic, polityk (ur. ok. 1658)
- 1752 – Johann Albrecht Bengel, niemiecki duchowny i teolog luterański (ur. 1687)
- 1759 – Charles Hanbury Williams, brytyjski dyplomata, polityk, satyryk (ur. 1708)
- 1775 – Noble Jones, brytyjski wojskowy, kolonizator (ur. 1702)
- 1788 – Maria Anna, infantka portugalska i hiszpańska (ur. 1768)
- 1795 – Julien-François Palasne de Champeaux, francuski polityk, rewolucjonista (ur. 1736)
- 1802 – Charles Victoire Emmanuel Leclerc, francuski generał (ur. 1772)
- 1804 – Ludwik Marteau, polski malarz pochodzenia francuskiego (ur. 1715)
- 1807:
  - Alexander Martin, amerykański polityk (ur. 1740)
  - Louis Auguste Le Tonnelier de Breteuil, francuski polityk, dyplomata (ur. 1730)
  - Józef Walewski, polski szlachcic, polityk (ur. 1737)
- 1810 – Amelia Hanowerska, księżniczka brytyjska (ur. 1783)
- 1816 – Gheorghe Șincai, rumuński historyk, filolog, tłumacz, poeta, teolog (ur. 1754)
- 1828:
  - Jean-Joseph Dessolles, francuski generał, polityk, premier Królestwa Francji (ur. 1767)
  - Thomas Pinckney, amerykański wojskowy, polityk, dyplomata (ur. 1750)
- 1829 – Philip Reed, amerykański polityk (ur. 1760)
- 1838 – Piotr Yi Ho-yŏng, koreański męczennik i święty katolicki (ur. 1803)
- 1840 – Józef Dominik Kossakowski, polski szlachcic, pułkownik, polityk (ur. 1771)
- 1841 – Alexander Burnes, brytyjski podróżnik, odkrywca (ur. 1805)
- 1844 – Michaił Magnicki, rosyjski działacz państwowy, publicysta, poeta (ur. 1778)
- 1846 – Esaias Tegnér, szwedzki duchowny protestancki, biskup Växjö, poeta (ur. 1782)
- 1879:
  - Jakob Heine, niemiecki lekarz (ur. 1800)
  - Abbondio Sangiorgio, włoski rzeźbiarz (ur. 1798)
- 1881 – Jan Nepomucen Bobrowicz, polski gitarzysta, kompozytor (ur. 1805)
- 1886 – Théodore Aubanel, francuski poeta, drukarz (ur. 1829)
- 1887:
  - Alfred Domett, brytyjski poeta, polityk, premier Nowej Zelandii (ur. 1811)
  - Jenny Lind, szwedzka śpiewaczka operowa (sopran) (ur. 1820)
- 1889 – Pius od św. Alojzego, włoski pasjonista, błogosławiony (ur. 1868)
- 1891 – Damas Calvet i de Budallès, kataloński inżynier, dramaturg, poeta (ur. 1836)
- 1892 – Frederick Schwatka, amerykański wojskowy, podróżnik, pisarz pochodzenia polskiego (ur. 1849)
- 1893 – Carlo Laurenzi, włoski kardynał (ur. 1821)
- 1895 – Carl Frederic Aagaard, duński malarz (ur. 1833)
- 1897 – Rutherford Alcock, brytyjski lekarz, dyplomata (ur. 1809)
- 1898 – Ludmiła Jeske-Choińska, polska kompozytorka, śpiewaczka (ur. 1849)
- 1899 – Joseph Jessing, niemiecki duchowny katolicki, Sługa Boży (ur. 1836)
- 1903:
  - Aleksandr Apuchtin, rosyjski kurator warszawskiego okręgu szkolnego (ur. 1822)
  - Antoni Pietkiewicz, polski i białoruski prozaik, poeta, dziennikarz (ur. 1823)
- 1905:
  - Albert von Kölliker, szwajcarski anatom, fizjolog (ur. 1817)
  - Volkmar von Wurmb, niemiecki prawnik, samorządowiec (ur. 1853)
- 1909:
  - William Powell Frith, brytyjski malarz (ur. 1819)
  - Gustav Kraatz, niemiecki entomolog, wykładowca akademicki (ur. 1831)
- 1913 – Emily Huntington Miller, amerykańska poetka, pisarka, dziennikarka (ur. 1833)
- 1916 – Mircea, książę rumuński (ur. 1913)
- 1917 – Tringë Smajli, albańska działaczka narodowa (ur. 1880)
- 1918 – Charles Reginald Schirm, amerykański polityk (ur. 1864)
- 1920 – Edmund Scholz, niemiecki duchowny katolicki, wielki dziekan kłodzki, wikariusz arcybiskupi dla wiernych hrabstwa kłodzkiego i wikariusz generalny archidiecezji praskiej w Prusach (ur. 1835)
- 1921 – William Mansfield, brytyjski arystokrata, polityk (ur. 1855)
- 1922 – Rudolf Blum, polski pułkownik piechoty (ur. 1873)
- 1923:
  - Stevan Aleksić, serbski malarz (ur. 1876)
  - Juliusz Isaak, polski entomolog amator (ur. 1870)
- 1924:
  - Jan Knorr, polski duchowny katolicki, działacz narodowy (ur. 1868)
  - Władysław Pochwalski, polski malarz, konserwator dzieł sztuki (ur. 1860)
- 1927 – Harry Hunter Seldomridge, amerykański polityk (ur. 1864)
- 1928 – Wiktor (Bogojawlenski), rosyjski biskup prawosławny (ur. 1854)
- 1929:
  - Juliusz Albinowski, polski prawnik, generał dywizji (ur. 1856)
  - James Gorman, amerykański strzelec sportowy (ur. 1859)
  - Olga Paley, rosyjska arystokratka (ur. 1865)
  - Stanisław Pruszyński, polski dowódca wojskowy, marszałek polny porucznik cesarskiej i królewskiej armii, generał dywizji WP (ur. 1857)
- 1930:
  - Oliver Perry Hay, amerykański paleontolog, wykładowca akademicki (ur. 1846)
  - Viggo Jensen, duński wszechstronny sportowiec (ur. 1874)
- 1934 – Edmond James de Rothschild, francuski kolekcjoner, mecenas sztuki pochodzenia żydowskiego (ur. 1845)
- 1935:
  - Rudolf Steinweg, niemiecki kierowca wyścigowy (ur. 1888)
  - Themistocles Żammit, maltański archeolog, epidemiolog, historyk, chemik, lekarz, pisarz, wykładowca akademicki (ur. 1864)
- 1936:
  - Duan Qirui, chiński generał, polityk, premier i nominalna głowa państwa (ur. 1865)
  - Martin Lowry, brytyjski chemik, wykładowca akademicki (ur. 1874)
- 1937:
  - Joann Bakijski, rosyjski duchowny prawosławny, święty nowomęczennik (ur. 1878)
  - Charis Jumagułow, radziecki polityk (ur. 1891)
  - Karł Kałnin, radziecki komdiw pochodzenia łotewskiego (ur. 1884)
  - German (Kokkiel), rosyjski biskup prawosławny (ur. 1883)
  - Grigorij Moroz, radziecki funkcjonariusz służb specjalnych (ur. 1893)
  - Jan Rzymkowski, polski architekt (ur. 1872)
  - Jakiw Sawczenko, ukraiński poeta, krytyk literacki (ur. 1890)
- 1939:
  - Witold Noskowski, polski dziennikarz, krytyk teatralny i muzyczny (ur. 1873)
  - Józef Smoczyński, polski duchowny katolicki, historyk (ur. 1904)
- 1941:
  - Bengt Djurberg, szwedzki aktor, piosenkarz (ur. 1898)
  - Stanisław Kryczyński, tatarski historyk, orientalista (ur. 1911)
- 1942:
  - Franciszek Kamiński, polski działacz komunistyczny (ur. 1914)
  - Maria Pigłowska, polska działaczka niepodległościowa i społeczno-oświatowa (ur. 1876)
- 1943 – Tadeusz Szymberski, polski poeta, dramaturg (ur. 1881)
- 1944:
  - Karol Irzykowski, polski krytyk literacki i filmowy, poeta, prozaik, dramaturg, teoretyk filmu, tłumacz, szachista (ur. 1873)
  - Thomas Midgley, amerykański inżynier mechanik, wynalazca, chemik (ur. 1889)
- 1945:
  - Thyra Glücksburg, księżniczka duńska (ur. 1880)
  - Hélène de Pourtalès, szwajcarska żeglarka sportowa (ur. 1868)
- 1947 – Aleksandr Wurgaft, radziecki generał major, funkcjonariusz organów bezpieczeństwa pochodzenia żydowskiego (ur. 1905)
- 1948 – Kasper Wojnar, polski podpułkownik artylerii, legionista, księgarz, publicysta, działacz niepodległościowy (ur. 1871)
- 1949 – Tadeusz Kopeć, polski prawnik, dziennikarz, działacz społeczny, polityk, poseł na Sejm RP (ur. 1905)
- 1950:
  - Kurt Schmitt, niemiecki ekonomista, polityk (ur. 1886)
  - George Bernard Shaw, irlandzki dramaturg, prozaik, publicysta, laureat Nagrody Nobla (ur. 1856)
- 1951 – Martha Freud, Żydówka, żona Sigmunda (ur. 1861)
- 1953:
  - Lester Horton, amerykański choreograf, tancerz, nauczyciel (ur. 1906)
  - Władysław Jasiński, polski starszy sierżant, żołnierz AK, komendant WiN (ur. 1897)
- 1956:
  - Leo Baeck, niemiecki rabin, naukowiec (ur. 1873)
  - Martin Holt, brytyjski szpadzista (ur. 1881)
- 1957:
  - William Coffin Coleman, amerykański przedsiębiorca, wynalazca (ur. 1870)
  - Ted Meredith, amerykański lekkoatleta, średniodystansowiec (ur. 1891)
  - Mahonri Young, amerykański rzeźbiarz, malarz, rysownik, grafik (ur. 1877)
- 1958 – Jean Couzy, francuski alpinista (ur. 1923)
- 1959:
  - Aleksiej Archangielski, rosyjski generał porucznik, emigracyjny działacz antykomunistyczny (ur. 1872)
  - Charles Brackenbury, brytyjski kierowca wyścigowy (ur. 1907)
  - Wiktor Hahn, polski historyk literatury, bibliograf, wykładowca akademicki (ur. 1871)
  - Grigorij Kabakowski, radziecki porucznik, polityk (ur. 1909)
  - Federico Tedeschini, włoski kardynał, wysoki urzędnik Kurii Rzymskiej (ur. 1873)
- 1960:
  - Anni Holdmann, niemiecka lekkoatletka, sprinterka (ur. 1900)
  - Dimitri Mitropoulos, grecki kompozytor, pianista, dyrygent (ur. 1896)
  - Alma Ostra-Oinas, estońska dziennikarka, działaczka socjalistyczna, polityk (ur. 1886)
  - Otoya Yamaguchi, japoński ultranacjonalista, zamachowiec (ur. 1943)
- 1961:
  - Antoni Balcar, polski działacz gospodarczy, narodowy i społeczny, poseł do Sejmu Śląskiego II kadencji (ur. 1886)[7]
  - James Thurber, amerykański rysownik satyryczny (ur. 1894)
- 1963:
  - Per Gulbrandsen, norweski wioślarz (ur. 1897)
  - Tomasz Kowalczyk, polski działacz społeczny i narodowy (ur. 1879)
  - Ngô Đình Diệm, południowowietnamski generał, polityk, prezydent Wietnamu Południowego (ur. 1901)
  - Ngô Ðình Nhu, południowowietnamski generał, polityk (ur. 1910)
  - Ferdinand Piontek, niemiecki duchowny katolicki, wikariusz kapitulny archidiecezji wrocławskiej, administrator apostolski w Görlitz (ur. 1878)
- 1964:
  - José Ramón Guizado, panamski polityk, prezydent Panamy (ur. 1899)
  - Claus Høyer, norweski wioślarz (ur. 1889)
- 1965:
  - Andrzej Bucholc, polski działacz komunistyczny i związkowy (ur. 1885)
  - Herbert Vere Evatt, australijski prawnik, polityk (ur. 1894)
  - Franciszek Olejniczak, polski duchowny katolicki, działacz społeczny (ur. 1887)
  - Félix Paiva, paragwajski prawnik, polityk, wiceprezydent i prezydent Paragwaju (ur. 1877)
- 1966:
  - Sadao Araki, japoński generał, polityk, zbrodniarz wojenny (ur. 1877)
  - Peter Debye, holenderski fizyk, chemik, wykładowca akademicki, laureat Nagrody Nobla (ur. 1884)
  - Mississippi John Hurt, amerykański gitarzysta i wokalista bluesowy i folkowy (ur. 1893)
- 1969:
  - Konstanty Kowalski, polski żeglarz, kapitan żeglugi wielkiej (ur. 1902)
  - Joannicjusz (Spieranski), rosyjski biskup prawosławny (ur. 1885)
- 1970:
  - Abram Besicovitch, brytyjsko-rosyjski matematyk, wykładowca akademicki pochodzenia żydowskiego (ur. 1891)
  - Richard Cushing, amerykański duchowny katolicki, arcybiskup Bostonu, kardynał (ur. 1895)
  - Nikołaj Oleszew, radziecki generał porucznik (ur. 1903)
  - René Pinchart, belgijski gimnastyk (ur. 1891)
  - Johannes Urzidil(inne języki), austriacki pisarz (ur. 1896)
  - Pierre Veyron, francuski inżynier, kierowca wyścigowy (ur. 1903)
- 1971:
  - Hjalmar Andersson, szwedzki lekkoatleta, długodystansowiec (ur. 1889)
  - Leon Baumgarten, polski działacz socjalistyczny, historyk ruchu robotniczego pochodzenia żydowskiego (ur. 1902)
  - Wojciech Pędziach, polski piłkarz, trener (ur. 1937)
  - Janina Porazińska, polska pisarka, poetka, tłumaczka (ur. 1882 lub 88)
  - Martha Vickers, amerykańska aktorka (ur. 1925)
  - Tadeusz Jerzy Wojno, polski mineralog, petrograf, wykładowca akademicki (ur. 1884)
- 1972:
  - Aleksandr Bek, rosyjski pisarz (ur. 1903)
  - Jan Choromański, polski rolnik, polityk, poseł na Sejm RP (ur. 1894)
  - Edmund Zimmer, polski podpułkownik artylerii (ur. 1894)
- 1973:
  - Maria Czerkawska, polska poetka, nowelistka (ur. 1881)
  - Kajetan Dzierżykraj-Morawski, polski pisarz, dyplomata, polityk emigracyjny (ur. 1892)
  - Walter Forstman, niemiecki oficer Kriegsmarine, dowódca okrętów podwodnych (ur. 1883)
  - Bernard Klec-Pilewski, polski historyk, genealog, heraldyk, bibliograf (ur. 1915)
  - Jan Mickunas, polski major artylerii konnej, jeździec sportowy, trener (ur. 1907)
- 1974:
  - Hilda Margaret Bruce, brytyjska zoolog (ur. 1903)
  - Stanisław Czulak, polski piłkarz (ur. 1900)
  - Kurt Leucht, niemiecki zapaśnik (ur. 1903)
- 1975:
  - Fausto Batignani, urugwajski piłkarz, bramkarz (ur. 1903)
  - Giovanni Degni, włoski piłkarz, trener (ur. 1900)
  - Pier Paolo Pasolini, włoski prozaik, dramaturg, poeta, malarz, scenarzysta i reżyser filmowy (ur. 1922)
- 1977 – Hans Erich Nossack, niemiecki pisarz (ur. 1901)
- 1978:
  - Roman Niedzielski, polski inżynier mechanik, wykładowca akademicki (ur. 1911)
  - Vojtech Stašík, słowacki malarz, rysownik (ur. 1915)
- 1979:
  - Ernst Kals, niemiecki oficer Kriegsmarine, dowódca okrętów podwodnych (ur. 1905)
  - Roman Sadowski, polski poeta, satyryk, autor tekstów piosenek (ur. 1914)
- 1980:
  - Marian Wacław Drozdowski, polski działacz gospodarzy, polityk, senator RP (ur. 1898)
  - Piotr Gołębiowski, polski duchowny katolicki, biskup pomocniczy sandomierski (ur. 1902)
  - Otto Kade, niemiecki marksista, teoretyk przekładu, wykładowca akademicki (ur. 1927)
- 1981:
  - Robert Bijasiewicz, polski działacz niepodległościowy i społeczny, samorządowiec, polityk, burmistrz Janowa Lubelskiego, poseł na Sejm RP (ur. 1901)
  - Ghislain Cloquet, francuski operator filmowy (ur. 1924)
- 1982:
  - Gieorgij Bieriozko, rosyjski pisarz, scenarzysta filmowy (zm. 1905)
  - Konstantin Kwasznin, rosyjski piłkarz, hokeista, sędzia i trener piłkarski (ur. 1899)
  - Wasilij Rudienkow, białoruski lekkoatleta, młociarz (ur. 1931)
- 1983:
  - Edward Korus, polski inżynier leśnik, działacz ruchu ludowego, polityk, poseł na Sejm PRL (ur. 1930)
  - Toríbio Mejía Xesspe, peruwiański antropolog (ur. 1896)
  - Leonard Schapiro, brytyjski historyk, sowietolog, wykładowca akademicki pochodzenia żydowskiego (ur. 1908)
- 1984:
  - Soli Adashev, radziecki starszy sierżant (ur. 1923)
  - Jerzy Siankiewicz, polski hokeista na trawie, trener (ur. 1930)
  - Aleksander Zatorski, polski działacz komunistyczny, historyk ruchu robotniczego i wojskowości, wykładowca akademicki (ur. 1901)
- 1985:
  - Marcin Antonowicz, polski student (ur. 1966)
  - Wołodymyr Kubijowycz, ukraiński etnograf, geograf, wykładowca akademicki, encyklopedysta (ur. 1900)
  - Konrad Morawski, polski aktor (ur. 1913)
- 1986 – Georges Mollard, francuski żeglarz sportowy (ur. 1902)
- 1987:
  - Aleksandr Kowalenko, radziecki polityk (ur. 1909)
  - Anka Krizmanić, chorwacka malarka, graficzka (ur. 1896)
  - Marek Wydmuch, polski pisarz, krytyk literacki, historyk i teoretyk literatury science-fiction (ur. 1949)
  - Ludwik Ziemblic, polski wspinacz, przewodnik i ratownik górski, aktor (ur. 1895)
- 1988 – Menachem Sawidor, izraelski wojskowy, urzędnik państwowy, polityk (ur. 1917)
- 1989:
  - Frederick Gordon-Lennox, brytyjski arystokrata, kierowca rajdowy (ur. 1904)
  - Elizabeth Hawley Gasque, amerykańska polityk (ur. 1886)
  - Zygmunt Łukawski, polski historyk, wykładowca akademicki (ur. 1932)
  - Stefan Staszewski, polski działacz komunistyczny (ur. 1906)
- 1990:
  - Michał Śmiałowski, polski chemik, wykładowca akademicki (ur. 1906)
  - Travilla, amerykański kostiumograf (ur. 1920)
  - Eszter Voit, węgierska gimnastyczka (ur. 1916)
  - Donald A. Wollheim, amerykański pisarz science fiction (ur. 1914)
- 1991:
  - Irwin Allen, amerykański reżyser, scenarzysta i producent filmowy (ur. 1916)
  - Josef Almogi, izraelski polityk (ur. 1910)
- 1992:
  - Jerzy Aulich, polski bankowiec (ur. 1923)
  - Eugeniusz Matusiewicz, polski botanik, wykładowca akademicki (ur. 1914)
  - Hal Roach, amerykański reżyser i producent filmowy (ur. 1892)
- 1993:
  - Wiesław Jan Chowaniec, polski parazytolog, wykładowca akademicki (ur. 1924)
  - Đuro Kurepa, jugosłowiański matematyk, wykładowca akademicki (ur. 1907)
  - Igor Łopatyński, polski historyk, polityk, poseł na Sejm PRL (ur. 1927)
- 1994:
  - Tarcisio Ariovaldo Amaral, brazylijski duchowny katolicki, biskup Limeiry (ur. 1919)
  - Michael Candy, brytyjski astronom (ur. 1928)
  - Grisza Filipow, bułgarski polityk komunistyczny, premier Bułgarii (ur. 1919)
- 1996:
  - Eva Cassidy, amerykańska piosenkarka (ur. 1963)
  - Pierre Grimal, francuski historyk (ur. 1912)
  - Artur Międzyrzecki, polski poeta, pisarz, tłumacz, działacz społeczny i polityczny (ur. 1922)
  - Janusz Warmiński, polski reżyser teatralny (ur. 1922)
- 1997 – Günter Biermann, niemiecki polityk (ur. 1931)
- 1998:
  - Sverre Brodahl, norweski biegacz narciarski, kombinator norweski (ur. 1909)
  - Ryszard Ostałowski, polski aktor (ur. 1934)
- 1999:
  - Milan Antal, słowacki astronom (ur. 1935)
  - Demetrio Lakas Bahas, panamski polityk, prezydent Panamy (ur. 1925)
- 2000:
  - Robert Cormier, amerykański pisarz, dziennikarz, felietonista (ur. 1925)
  - Eva Morris, brytyjska superstulatka (ur. 1885)
  - Sue Ryder, brytyjska działaczka charytatywna (ur. 1923)
- 2001:
  - Szymon Herman, polski aktor pochodzenia żydowskiego (ur. 1923)
  - Stanisław Konarzewski (junior), polski architekt (ur. 1920)
  - Thomas Schleicher, austriacki judoka (ur. 1972)
  - Bohdan Zalewski, polski spiker radiowy, poeta (ur. 1918)
- 2002:
  - Ludwik Barszczewski, polski koszykarz (ur. 1919)
  - Miloš Dokulil, czeski językoznawca, wykładowca akademicki (ur. 1912)
- 2003:
  - Bolesław Burakowski, polski entomolog, wykładowca akademicki (ur. 1905)
  - Henryk Cabała, polski ksiądz pallotyn, misjonarz (ur. 1951)
  - Francis Xavier McCloskey, amerykański polityk (ur. 1939)
  - Charles Megnin, brytyjski lekkoatleta, chodziarz (ur. 1915)
  - Vincent Rakabaele, lesotyjski lekkoatleta, długodystansowiec (ur. 1948)
  - Marija Szkarletowa, radziecka sanitariuszka (ur. 1925)
  - Cliff Young, australijski farmer, ultramaratończyk (ur. 1922)
  - Peregryn Ziobro, polski. franciszkanin konwentualny, misjonarz (ur. 1925)
- 2004:
  - Theo van Gogh, holenderski reżyser filmowy (ur. 1957)
  - Gustaaf Joos, belgijski kardynał, prawnik kanonista (ur. 1923)
  - Gerrie Knetemann, holenderski kolarz szosowy i torowy (ur. 1951)
  - Zajid ibn Sultan Al Nahajjan, emir Abu Zabi, prezydent Zjednoczonych Emiratów Arabskich (ur. 1918)
- 2005:
  - Franciszek Kania, polski duchowny katolicki, pallotyn, misjonarz (ur. 1931)
  - Lajos Szentgáli, węgierski lekkoatleta, średniodystansowiec (ur. 1932)
  - Ferruccio Valcareggi, włoski piłkarz, trener (ur. 1919)
- 2006:
  - Peter M. Holt, brytyjski historyk, orientalista (ur. 1918)
  - Iwan Mozer, rosyjski piłkarz pochodzenia węgierskiego (ur. 1933)
- 2007:
  - Mirosław Breguła, polski kompozytor, muzyk, wokalista, członek zespołu Universe (ur. 1964)
  - Witold Kiełtyka, polski muzyk metalowy, członek zespołów: Decapitated, Dies Irae i Panzer X (ur. 1984)
  - Janina Kumaniecka, polska dziennikarka, publicystka, tłumaczka (ur. 1940)
  - Igor Moisiejew, rosyjski tancerz, choreograf (ur. 1906)
  - Franz Seitelberger, austriacki neurolog, neuropatolog (ur. 1916)
  - Wanda Szczuka-Pawłowska, polska choreografka, pedagog (ur. 1926)
  - The Fabulous Moolah, amerykańska wrestlerka, menedżerka (ur. 1923)
- 2008 – Ahmad al-Mirghani, sudański polityk, prezydent Sudanu (ur. 1941)
- 2009:
  - Grażyna Langowska, polska polityk, poseł na Sejm RP (ur. 1946)
  - José Luis López Vázquez, hiszpański aktor (ur. 1922)
  - Amir Pnueli, izraelski informatyk (ur. 1941)
- 2010:
  - Rudolf Barszaj, rosyjski altowiolista, dyrygent (ur. 1924)
  - Andy Irons, amerykański surfer (ur. 1978)
  - Jakub Smug, polski piłkarz (ur. 1914)
- 2011:
  - Jan Bochenek, polski sztangista (ur. 1931)
  - John F. Burke, amerykański chirurg (ur. 1922)
  - Alvar Hansen, polski artysta plastyk, modelarz (ur. 1960)
- 2012:
  - Han Suyin, chińska pisarka (ur. 1917)
  - Milt Campbell, amerykański lekkoatleta, wieloboista (ur. 1933)
- 2013:
  - Walt Bellamy, amerykański koszykarz (ur. 1939)
  - Ghislaine Dupont, francuska dziennikarka (ur. 1956)
  - Wojciech Janus, polski basista, członek zespołu Blaze of Perdition (ur. 1983)
  - Jerzy Król, polski ortopeda (ur. 1926)
- 2014:
  - Acker Bilk, brytyjski klarnecista i wokalista jazzowy (ur. 1929)
  - Veljko Kadijević, jugosłowiański generał, polityk, minister obrony narodowej (ur. 1925)
- 2015:
  - Andrzej Ciechanowiecki, polski historyk sztuki, mecenas, kolekcjoner (ur. 1924)
  - Miroslav Poljak, jugosłowiański piłkarz wodny (ur. 1944)
- 2016:
  - Stanisław Kluk, polski pilot szybowcowy i samolotowy, modelarz (ur. 1939)
  - Lech Kozioł, polski adwokat, polityk, senator RP (ur. 1939)
  - Oleg Popow, rosyjski artysta cyrkowy (ur. 1930)
  - Jean-Marie Trappeniers, belgijski piłkarz, bramkarz (ur. 1942)
- 2017:
  - Ireneusz Cieślak, polski pilot balonowy i szybowcowy (ur. 1932)
  - Orval H. Hansen, amerykański polityk (ur. 1926)
  - Juliusz Pietrachowicz, polski puzonista, pedagog (ur. 1923)
  - Aboubacar Somparé, gwinejski polityk, prezydent Gwinei (ur. 1944)
  - Klaus Zernack, niemiecki historyk (ur. 1931)
- 2018:
  - Naftali Bon, kenijski lekkoatleta, sprinter i średniodystansowiec (ur. 1945)
  - Jerzy Wyrozumski, polski historyk (ur. 1930)
- 2019:
  - Sigge Ericsson, szwedzki łyżwiarz szybki (ur. 1930)
  - Marie Laforêt, francuska piosenkarka, aktorka (ur. 1939)
  - Brian Tarantina, amerykański aktor (ur. 1959)
- 2020:
  - Nancy Darsch, amerykańska koszykarka, trenerka (ur. 1951)
  - Andrzej Bułat, polski dziennikarz prasowy, felietonista (ur. 1948)
  - Ahmad al-Araki, marokański lekarz, dyplomata, polityk, minister spraw zagranicznych, premier Maroka (ur. 1931)
  - Gigi Proietti, włoski aktor, piosenkarz (ur. 1940)
  - Baron Wolman, amerykański fotograf (ur. 1937)
- 2021:
  - Anna Bukowska, polska eseistka, krytyk literacki (ur. 1930)
  - Mariusz Kosman, polski szpadzista, trener, działacz sportowy (ur. 1955)
  - Dennis Moore, amerykański polityk (ur. 1945)
  - Wiktor Putiatin, ukraiński florecista (ur. 1941)
  - Patricija Šulin, słoweńska działaczka samorządowa, polityk, eurodeputowana (ur. 1965)
  - Janusz Witowicz, polski fotograf (ur. 1937)
- 2022:
  - Leo Delcroix, belgijski samorządowiec, polityk, minister obrony (ur. 1949)
  - Bello Musa Kofarmata, nigeryjski piłkarz (ur. 1988)
  - Olgierd Palacz, polski okulista (ur. 1933)
- 2023:
  - Walter Davis, amerykański koszykarz (ur. 1954)
  - Henri Lopès, kongijski pisarz, dyplomata, polityk, minister oświaty i spraw wewnętrznych, premier Konga (ur. 1937)
  - Grzegorz Peszke, polski konstruktor lotniczy, modelarz (ur. 1951)
  - Jurij Tiemirkanow, rosyjski dyrygent (ur. 1938)
- 2024:
  - Ewa Boniecka, polska dziennikarka (ur. 1934)
  - Tomasz Gruszecki, polski prawnik, ekonomista, polityk, kierownik resortu przekształceń własnościowych (ur. 1945)
  - Clement Quartey, ghański bokser (ur. 1936)
  - Alan Rachins, amerykański aktor (ur. 1942)